# Lely Resort
Lely Resort – jednostka osadnicza w Stanach Zjednoczonych, w stanie Floryda, w hrabstwie Collier.